# Viviane Forrester
Viviane Forrester (París, 29 de setembre de 1925- 30 d'abril de 2013), fou una escriptora i assagista francesa.
Treballà com a crítica literària al diari francés Le Monde. També col·laborà amb les publicacions Le Nouvel Observateur i La Quinzaine littéraire i fou especialista en les obres de l'escriptora Virginia Woolf i del pintor Vincent Van Gogh.
Autora de diverses publicacions, destaquen especialment les seves obres d'assaig L'Horreur économique (1996, amb la que es va donar a conèixer mundialment) i Une étrange dictature (2000) en les que critica durament el procés de globalització econòmica i defensa la tesi que les institucions financeres internacionals estan protagonitzant un «cop d'estat mundial a càmera lenta». Fou una de les fundadores de l'organització no governamental Attac.

## Obra publicada
- Ainsi des exilés (Denoël, París, 1970)
- Le Grand Festin (Denoël, París, 1971)
- Virginia Woolf (La Quinzaine littéraire, 1973)
- Le Corps entier de Marigda (Denoël, París, 1975)
- Vestiges (Seuil, París, 1978)
- La Violence du calme (Seuil, París, 1980)
- Les Allées cavalières (Belfond, París, 1982)
- Van Gogh ou l'Enterrement dans les blés (Seuil, París, 1983)
- Le Jeu des poignards (Gallimard, París, 1985)
- L'Œil de la nuit (Grasset, París, 1987)
- Mains (Séguier, París, 1988)
- Ce soir, après la guerre (Fayard, 1992)
- L'Horreur économique (Fayard, París, 1996) (ISBN 978-2213597195)
- Une étrange dictature (Fayard, París, 2000) (ISBN 978-2744136542)
- Au Louvre avec Viviane Forrester: Léonard de Vinci (Louvre/Somogy, París, 2002)
- Le Crime occidental (Fayard, París, 2004)
- Mes passions de toujours (Van Gogh, Proust, Woolf, etc.), (Fayard, París, 2005)
- Virginia Woolf (Albin Michel, París, 2009)
- Rue de Rivoli. Journal (1966-1972), (Gallimard, París, 2011)
- Dans la fureur glaciale (Gallimard, París, 2011)
- La Promesse du pire (Seuil, París, 2013)